# 6371 Heinlein
För andra betydelser, se Heinlein.
6371 Heinlein eller 1985 GS är en asteroid i huvudbältet som upptäcktes den 15 april 1985 av den amerikanske astronomen Edward L.G. Bowell vid Anderson Mesa Station. Den är uppkallad efter Dieter Heinlein.
Asteroiden har en diameter på ungefär 20 kilometer.